# Le Petit-Fougeray
Le Petit-Fougeray (auf Bretonisch Felgerieg-Vihan, auf Gallo Le Petit-Foujeraè) ist eine Gemeinde in der Bretagne in Frankreich. Sie gehört zum Département Ille-et-Vilaine, zum Arrondissement Redon und zum Kanton Bain-de-Bretagne. Sie grenzt im Norden an Chanteloup, im Osten an Saulnières, im Süden an Le Sel-de-Bretagne, im Südwesten an Pancé und im Westen an Crevin. Das Siedlungsgebiet liegt ungefähr auf 100 Metern über Meereshöhe.

## Bevölkerungsentwicklung
| Jahr      | 1962 | 1968 | 1975 | 1982 | 1990 | 1999 | 2008 | 2017 |
| --------- | ---- | ---- | ---- | ---- | ---- | ---- | ---- | ---- |
| Einwohner | 360  | 347  | 297  | 359  | 387  | 461  | 760  | 894  |

## Sehenswürdigkeiten

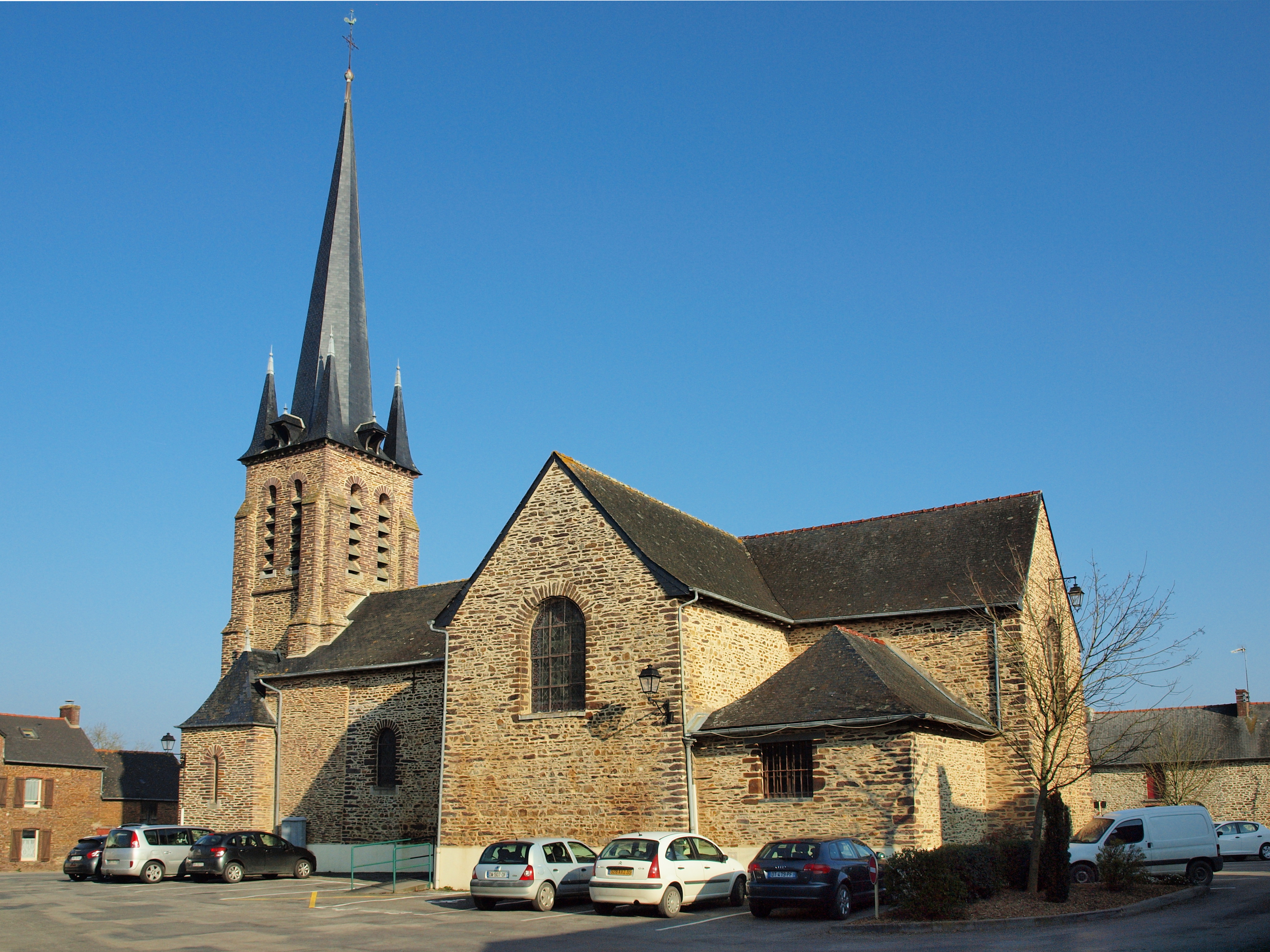
Kirche Sacré-Coeur-de-Jésus

- Kirche Sacré-Coeur-de-Jésus